# FN M1905
La FN 1905 (derivata dalla sua data di brevetto) o FN 1906 (nei paesi europei a causa della sua data di produzione) era una pistola tascabile semiautomatica prodotta dalla Fabrique Nationale de Herstal dal 1906 al 1959.

## Caratteristiche tecniche
È praticamente identica alla Colt Model 1908 Vest Pocket, basata sullo stesso prototipo progettato da John Browning, ed è stata l'ispirazione per il successivo progetto FN Baby Browning. Sebbene i brevetti di Browning siano stati venduti sia alla FN sia alla Colt, questo è stato l'unico caso in cui entrambe le aziende hanno messo in produzione lo stesso disegno senza alcuna modifica significativa.

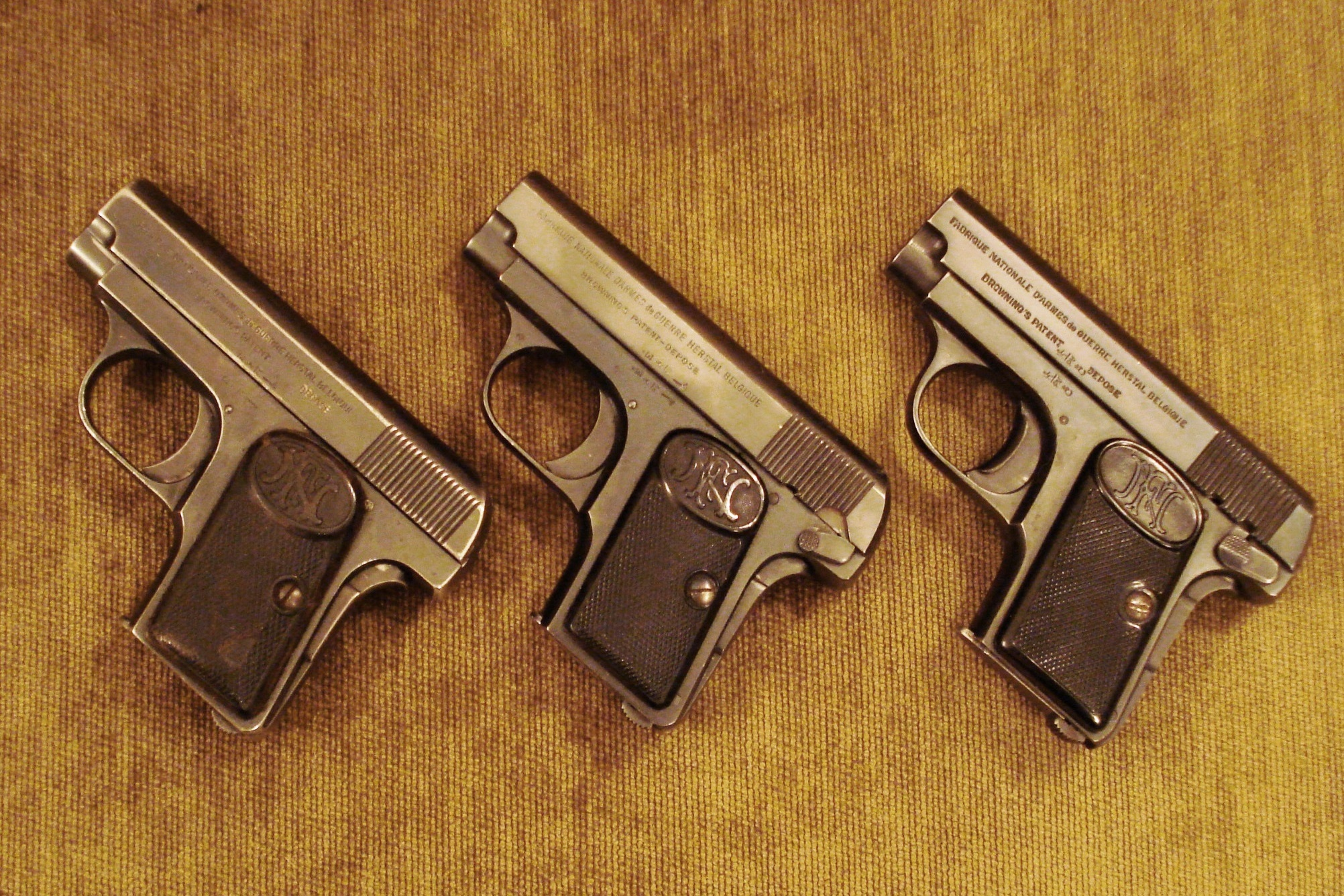
Pistole Browning FN 1906 con tre diversi tipi di sicura.